# Rochefortia spinosa
Rochefortia spinosa là loài thực vật có hoa trong họ Mồ hôi. Loài này được Nicolaus Joseph von Jacquin miêu tả khoa học đầu tiên năm 1760 dưới danh pháp Ehretia spinosa. Năm 1915 Ignatz Urban chuyển nó sang chi Rochefortia.